# Pterolophia obscuricolor
Pterolophia obscuricolor là một loài bọ cánh cứng trong họ Cerambycidae.